# پاستاوی
پاستاوی (به لاتین: Pastavy) یک شهر در بلاروس است که در منطقه ویتبسک واقع شده‌است.

## خصوصیات
پاستاوی ۱۹٬۸۰۰ نفر جمعیت دارد.

## خواهرخوانده
شهر ویهرووو خواهرخواندهٔ پاستاوی هست.